# Кельтиберский язык
Кельтибе́рский язык — один из мёртвых континентальных кельтских языков, бывший распространённым на северо-востоке Испании в раннем железном веке. Это был единственный из испано-кельтских языков, засвидетельствованный письменно (в связи с чем термин «кельтиберский язык» нередко ошибочно распространяется на все кельтские языки доримской Испании). Сохранился в топонимии и ономастике, отчасти в латинской эпиграфике; кроме того, сравнительно обширные памятники кельтиберского языка были открыты в ходе раскопок возле Боторриты (таблички из Боторриты). Кельтиберский язык (наряду с лепонтийским) — самый древний из засвидетельствованных в памятниках кельтских языков; то немногое, что известно о его грамматике, указывает на достаточно большой архаизм по сравнению даже с другими кельтскими языками, в первую очередь с галльским.
Помимо собственных имён (в частности, у Страбона, Птолемея, Плиния Старшего) и боторритской надписи, к корпусу кельтиберского языка относятся монетные легенды, посвятительная надпись из Пеньяльба-де-Вильястар, граффити.

## Лингвистическая характеристика
Особенности кельтиберского письма не позволяют в точности восстановить фонологический облик кельтиберских слов. Это связано с тем, что большинство его знаков обозначают сочетания вида CV (согласный-гласный), что не позволяет точно передавать сочетания (стечения) согласных; кроме того, как и многие другие средиземноморские письменности, кельтиберское письмо не различает глухих и звонких согласных (в транскрипции используются заглавные буквы: так, T следует понимать как «t либо d». К примеру, слово TiriKanTam могло бы обозначать tirikantam, tirigandam, tirgantam и т. д. (обычно принято чтение tri-kantam). Особенную сложность вызывает чтение знака, передаваемого как -ś. Некоторые учёные предлагают читать его как сочетание xs или аффрикату ts; другие расшифровывают его как s, а s читают как z. Кроме того, на письме никак не передаётся долгота гласных.
Из особенностей исторической фонетики кельтиберского языка следует отметить сохранение индоевропейского *kw (например, в частице -kue 'и', ср. лат. -que, лепонт. -pe), которое наблюдается также в гойдельских языках; сохранение *-p- в группе -mpl- (ср. название Мадрида KonPouTo (латинизировано как Complutum)).
Морфология, особенно глагольная, известна очень плохо (это, в частности, связано с почти полным отсутствием параллельных текстов, из-за чего многие переводы могут быть лишь гадательными). Известные хотя бы предположительно именные окончания представлены в таблице.
|                | o-основы | o-основы | ā-основы | ā-основы | i-основы | i-основы | u-основы | u-основы | n-основы | n-основы | Согласные основы | Согласные основы |
|                | Ед. ч.   | Мн.ч     | Ед. ч.   | Мн.ч     | Ед. ч.   | Мн.ч     | Ед. ч.   | Мн.ч     | Ед. ч.   | Мн.ч     | Ед. ч.           | Мн.ч             |
| -------------- | -------- | -------- | -------- | -------- | -------- | -------- | -------- | -------- | -------- | -------- | ---------------- | ---------------- |
| Номинатив      | -os/-oś  | -os/-oś  | -a       | ?-aś     | -iś      | ?iś      | -uś      |          | u        |          |                  | -eś              |
| Генитив        | -o       | -um/-om  | -aś      | ?-aum    | -oś      | -ePos    |          |          | -unoś    |          | ??-iś/-oś        |                  |
| Датив          | -ui      | -uPoś    | -ai      |          | -ei      |          | -(u)ei   |          |          |          |                  | -ubos            |
| Аккузатив      | -om      |          | -am      | ?-as     | -im      | ?iś      | -um      |          |          |          |                  |                  |
| Инструменталис | -u       |          |          |          |          |          |          |          |          |          |                  |                  |
| Локатив        | -ei      |          |          |          |          |          |          |          |          |          |                  |                  |

Глагольная флексия известна гораздо хуже; зафиксирован конъюнктив на -s- (CaPiseTi, читается gabiseti 'пусть он возьмет'), сохранившийся в других кельтских языках (интересно, что др.-ирл. gaibid 'брать' образует конъюнктив на -ā, а в средневаллийском, обычно менее архаичном, сохраняется восходящее к формам на -s- gaffo). Зафиксирована форма причастия на -to- без связки (ne-liTom 'не позволено'), ср. в древнеирландском основу пассивного претерита (финитной формы), восходящую к таким причастным основам.
Для синтаксиса характерен в первую очередь порядок слов SOV, хотя, возможно, есть и примеры SVO.

## Романизация кельтиберов
После захвата Нуманции в 133 году до н. э. романизация кельтиберов ускоряется, они постепенно переходят на латинский язык. В надписи Боторрита II текст уже весь латинский, хотя там сохраняются кельтиберские ономастические формулы; в чисто латинских надписях наблюдаются кельтиберские элементы (например, Longeidocum вместо латинского Longidocorum в Gen. Pl.). На степень романизации кельтиберов указывает то, что Марциал, родившийся ок. 40 г. н. э. в городе Бильбилис, был, по всей видимости, кельтибером. Одна из самых поздних латинских надписей с кельтиберскими элементами относится к середине II в. н. э.